# Willie Smits
Willie Smits (Weurt, Guéldria, 22 de fevereiro de 1957) é um engenheiro florestal, microbiologista, conservacionista, ativista dos direitos animais e empreendedor social. Viveu no Bornéu desde 1985 e é considerado um cidadão indonésio.
Enquanto trabalhava como pesquisador florestal em Kalimantan Oriental, na Indonésia, em 1989, Smits encontrou um orangotango bebê em uma gaiola num mercado, e mais tarde voltou a encontrá-lo numa pilha de lixo. Foi quando percebeu que algo estava errado e levou o orangotango para casa e cuidou-o. Mais tarde recebeu orangotangos para cuidar, e o trabalho de resgate, reabilitação e libertação dos orangotangos na natureza veio a desenvolver-se no que é hoje o Borneo Orangutan Survival. Por mais de 20 anos, Smits tem trabalhado para a sobrevivência desta espécie ameaçada de primata.